# Acrophyseter deinodon
Acrophyseter deinodon Lambert et al., 2008 è un mammifero estinto, appartenente ai cetacei. Visse nel Miocene superiore (Messiniano, circa 6 milioni di anni fa) e i suoi resti fossili sono stati ritrovati in Sudamerica (Perù).

## Descrizione
L'aspetto di questo animale doveva richiamare quello degli attuali capodogli. Il nome generico, Acrophyseter, deriva dalla parola greca akros (acuto) e Physeter (il nome scientifico del capodoglio), per indicare un cranio corto e appuntito, rivolto all'insù ma simile a quello del capodoglio. Al contrario delle forme attuali, Acrophyseter era di dimensioni relativamente piccole (circa 4 metri di lunghezza) e possedeva denti sia sulla mascella (dodici paia) che sulla mandibola (tredici paia). Questi denti erano grandi e acuminati, ben infissi negli alveoli; l'epiteto specifico, deinodon, deriva dal greco deinos (terribile) e odon (dente). Nella parte posteriore della mandibola, i denti erano vicini gli uni agli altri.

## Paleoecologia
Acrophyseter era sicuramente un predatore, a causa della presenza degli enormi denti aguzzi. Poiché questi denti, nella parte posteriore della mandibola, erano molto vicini gli uni agli altri, si suppone che fossero utilizzati per tagliare; ciò indica un diverso tipo di nutrimento rispetto ai capodogli attuali, che utilizzano una sorta di risucchio e sono oltretutto privi di denti nella mascella. È probabile che Acrophyseter si nutrisse di prede piuttosto grandi, come cetacei più piccoli (Piscolithax), pinnipedi come Acrophoca e pinguini come Spheniscus urbinai, che vivevano nello stesso ambiente in quel periodo.

## Tassonomia
Acrophyseter venne descritto per la prima volta nel 2008, e i suoi resti fossili sono stati ritrovati nella formazione Pisco, in Perù. Alcune caratteristiche del cranio, come la taglia dei denti e la presenza di smalto dentario (che gli attuali capodogli non hanno) indicano che Acrophyseter era probabilmente un parente alla lontana delle forme attuali. 

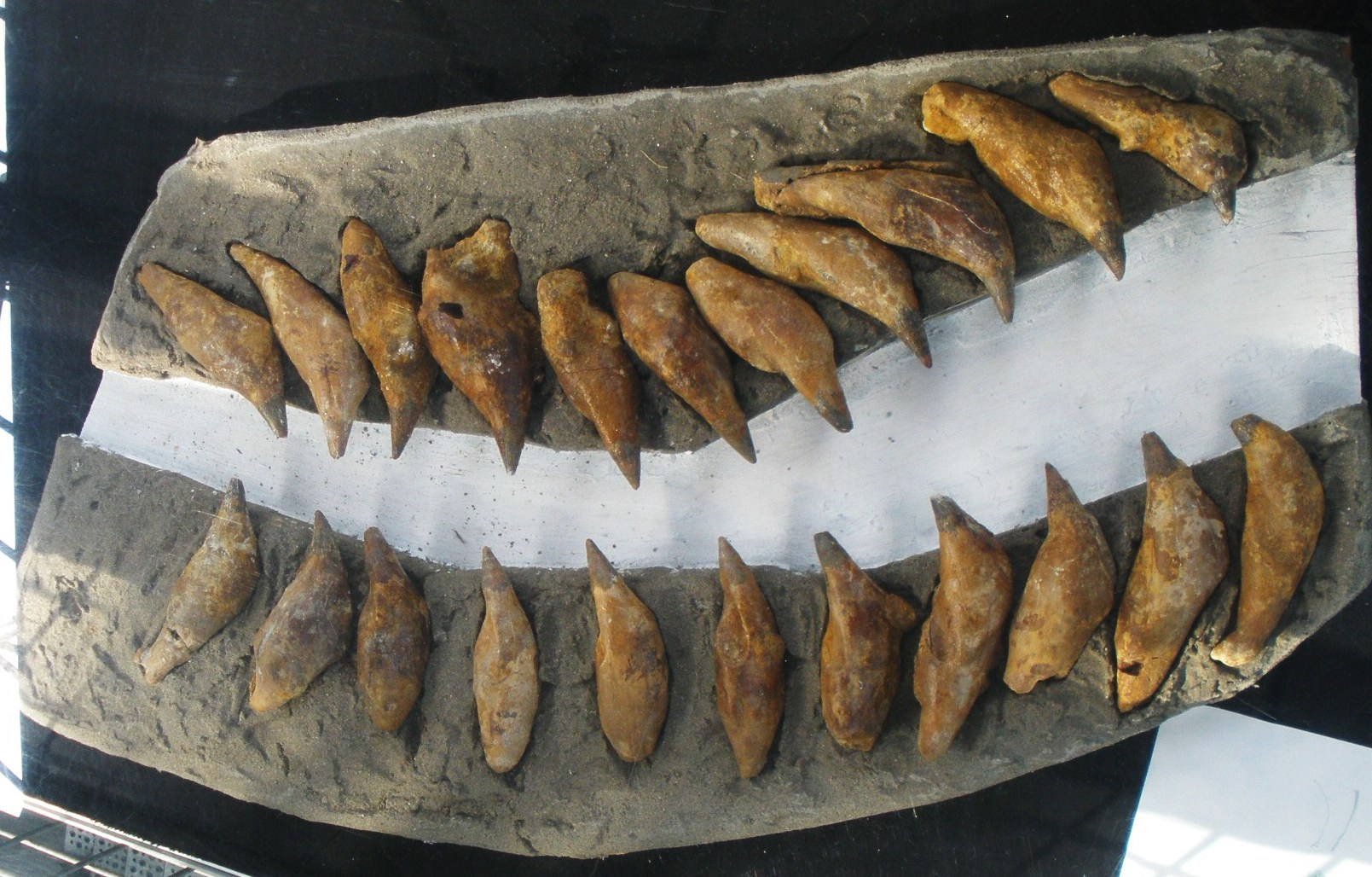
Denti di Acrophyseter deinodon

In particolare, analisi filogenetiche indicherebbero che Acrophyseter sia il sister group di un gruppo comprendente Brygmophyseter e Zygophyseter, e di un gruppo comprendente Aulophyseter e gli attuali fiseteroidi (i cogia e il capodoglio).